# 兰溪站
兰溪站是位于浙江省兰溪市劳动路的一个铁路车站，邮政编码321100。车站建于1932年，有金千铁路经过该站，办理客货运业务，有客车T7785/7786次列车在此站终到及始发。车站及其上下行区间均未电气化。车站距离金华站23公里，隶属上海铁路局金华车务段，是三等站。

## 历史
兰溪站最初规划为杭江铁路的中间站。杭江铁路最初规划由闸口站沿钱塘江左岸逆流而上至兰溪，又由于难度较大而转由经过诸暨、金华的南线方案，兰溪变为线路支线的终点站，车站随于1931年动工。1932年3月6日，兰溪站随杭江铁路建成而通车，并设有通往兰江东岸码头的专用线。1942年5月至1947年4月因战争摧毁车站设施而停办客货运业务:316。
杭江铁路开通后，兰溪因受交通中心转移至金华影响迅速，经济逐渐衰落。1956年，中国政府决定修建新安江水电站。为输送工程所需要的施工材料，决定自兰溪修建铜官专用铁路线。1957年5月，车站由中国人民解放军铁道兵8510组织进行扩建至现规模:316。1957年10月1日兰铜线贯通，兰溪站成为线路上最大的客运站点。
1989年车站重建站房，共投资近100万元人民币，于1990年9月7日投入使用:316。

## 车站结构

### 站房

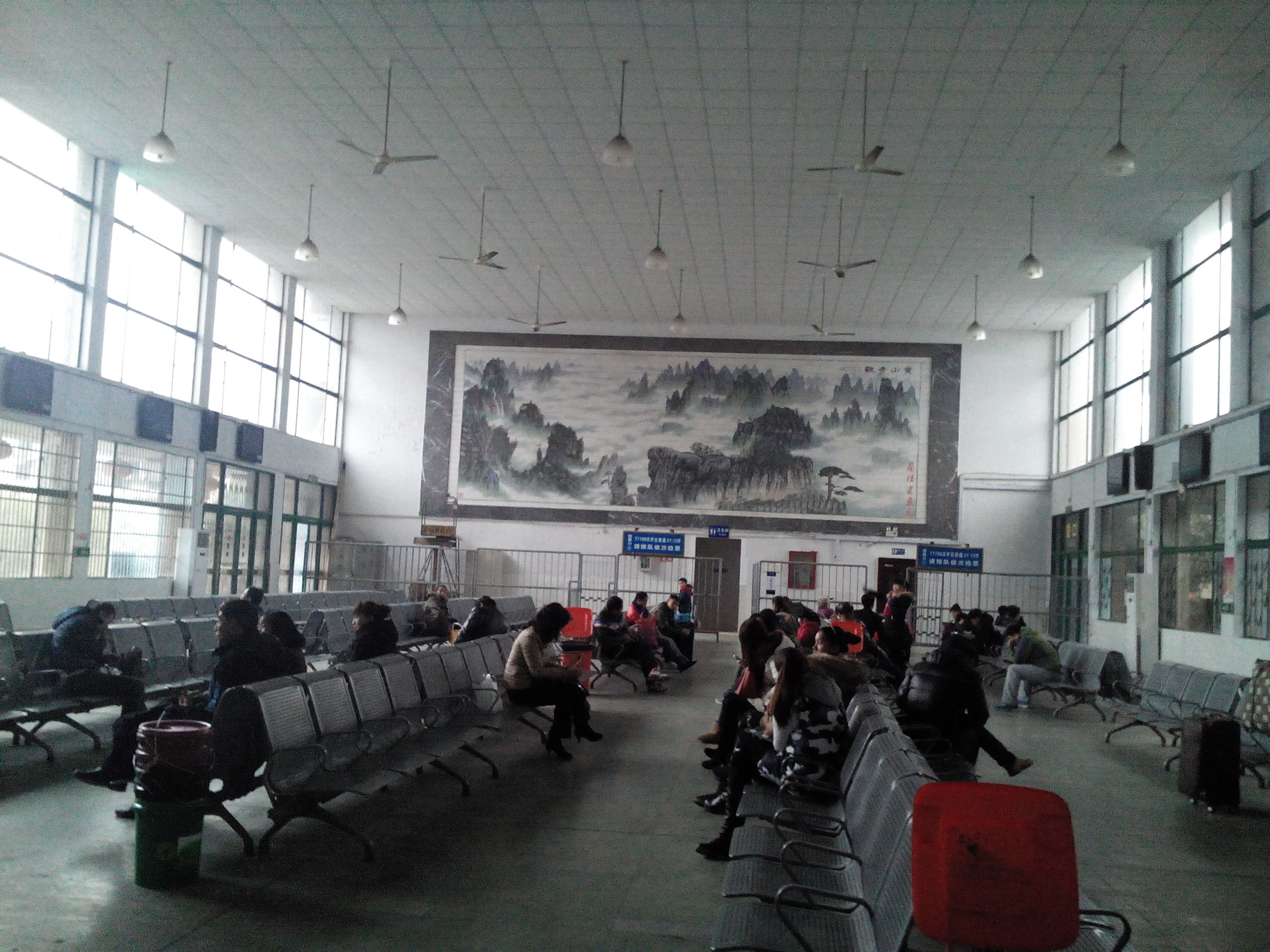
候车室

兰溪站目前的站房于1990年投入使用，面积1654平方米:316。售票处位于既有站房东侧，内设3个售票窗口和2台自动售取票机:104。

### 站场
兰溪站总共设有5条站线，包括2条到发线、1条正线及两条装卸线。另外车站设有面积1055平方米的货场:316。
| 侧式站台 |                              |
| 1站台    | 金千铁路往金华方向（功塘站） |
| 正线     | 金千铁路通过列车             |
| 到发线   | 金千铁路列车                 |
| 货场     | 装卸线1                      |

## 运营状况

### 客运业务

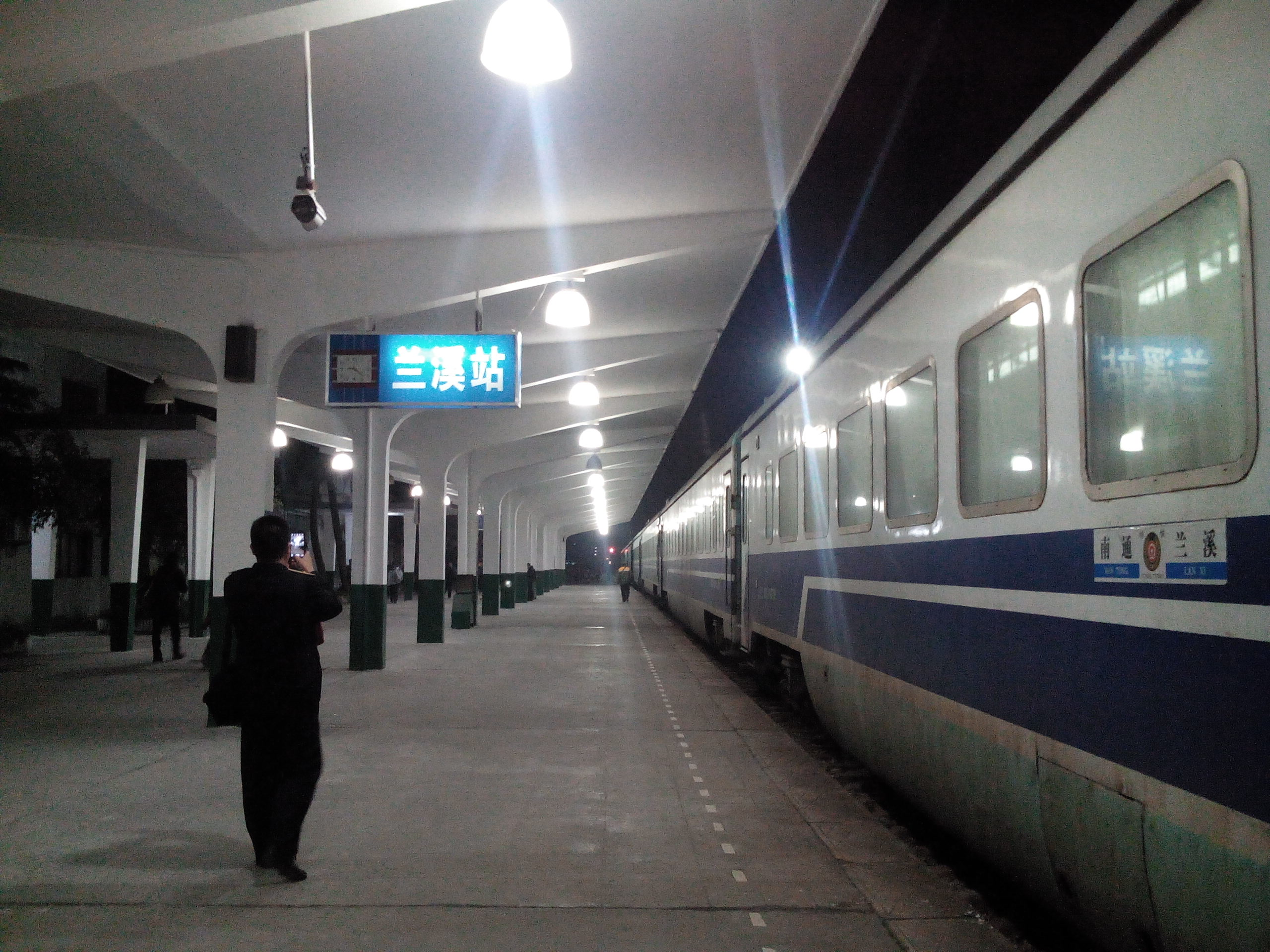
T7785次列车停靠

兰溪站目前有一对客车停靠，为该站始发至杭州站的T7785/7786次列车，途经金华和诸暨站。
2009年之前，该站曾有两对列车停靠，分别为自20世纪50年代便开行的金华西（现金华站）→千岛湖→义乌→金华西的7103/7105/7104次列车和1995年6月开行的兰溪至上海南的T7763/7764次列车（最初为杭州始发的389/390次列车）。这两班列车因为金千铁路客运需求下降、沪杭高铁开通而于2009年5月11日、2010年10月25日分别停运。
在沪兰特快停运的同时，浙江省的地方铁路金温公司将原温州至金华西站（现金华站）的K8468/8465、K8766/8467次列车延长至兰溪；2013年7月1日起，经过兰溪市人民政府向上海铁路局的争取，原义乌至南通T7788/5、T7786/7次列车延长至兰溪站。
2015年1月31日开始，K8468/8465、K8766/8467次列车停运；而兰溪至南通的特快列车也于2016年5月15日起因宁启铁路电气化工程开通而缩短至杭州站始发，车次改为T7785/7786次。

### 货运业务

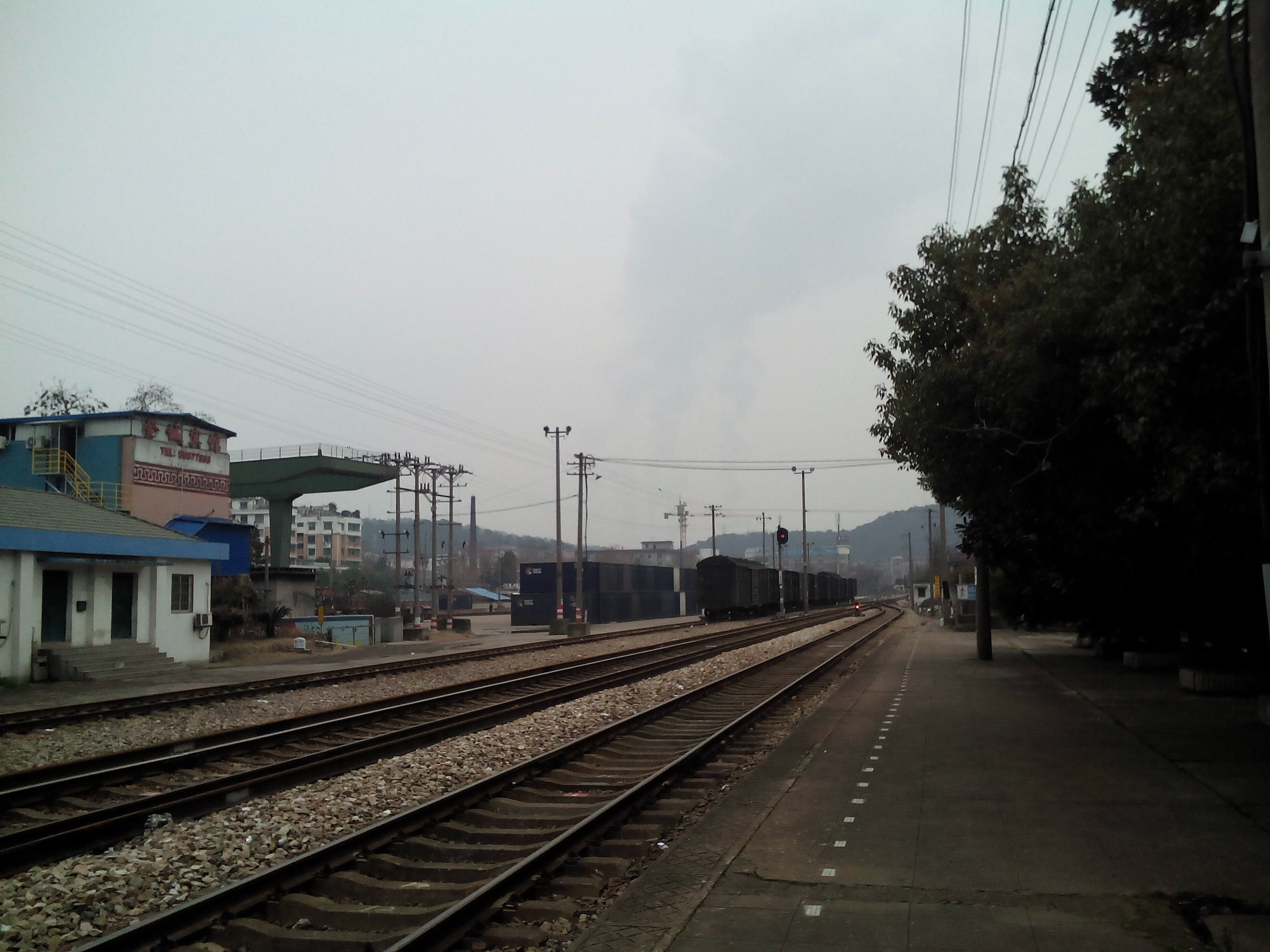
站线和货场

兰溪站货场位于车站东路与莲花路路口交叉处，办理整车和集装箱装卸业务，主要办理发到货物品类别包括粮食类、化工类、钢材类、集装箱等。由于兰溪地区的货品到发已于1999年分流到相邻的功塘站和溪西站，因此车站货场目前的发送量呈逐年下降趋势，到达量增加稳定。

## 接驳交通

### 公交
兰溪站附近由两个公交车站，分别为火车站和今朝商厦（火车站）。火车站有3路经过；今朝商厦（火车站）有1-A路、1-B路、301路、8路和808路经过，可前往云山、溪西、汽车西站、汽车北站、地下长河、金华人民东路公交站等方向。